# Église Notre-Dame-des-Champs de Mostuéjouls
L'église Notre-Dame-des-Champs de Mostuéjouls est une église située à Mostuéjouls, en France.

## Localisation
L'église est située sur la commune de Mostuéjouls, dans le département français de l'Aveyron.

## Historique
L'édifice est classé au titre des monuments historiques en 1930.

## Galerie

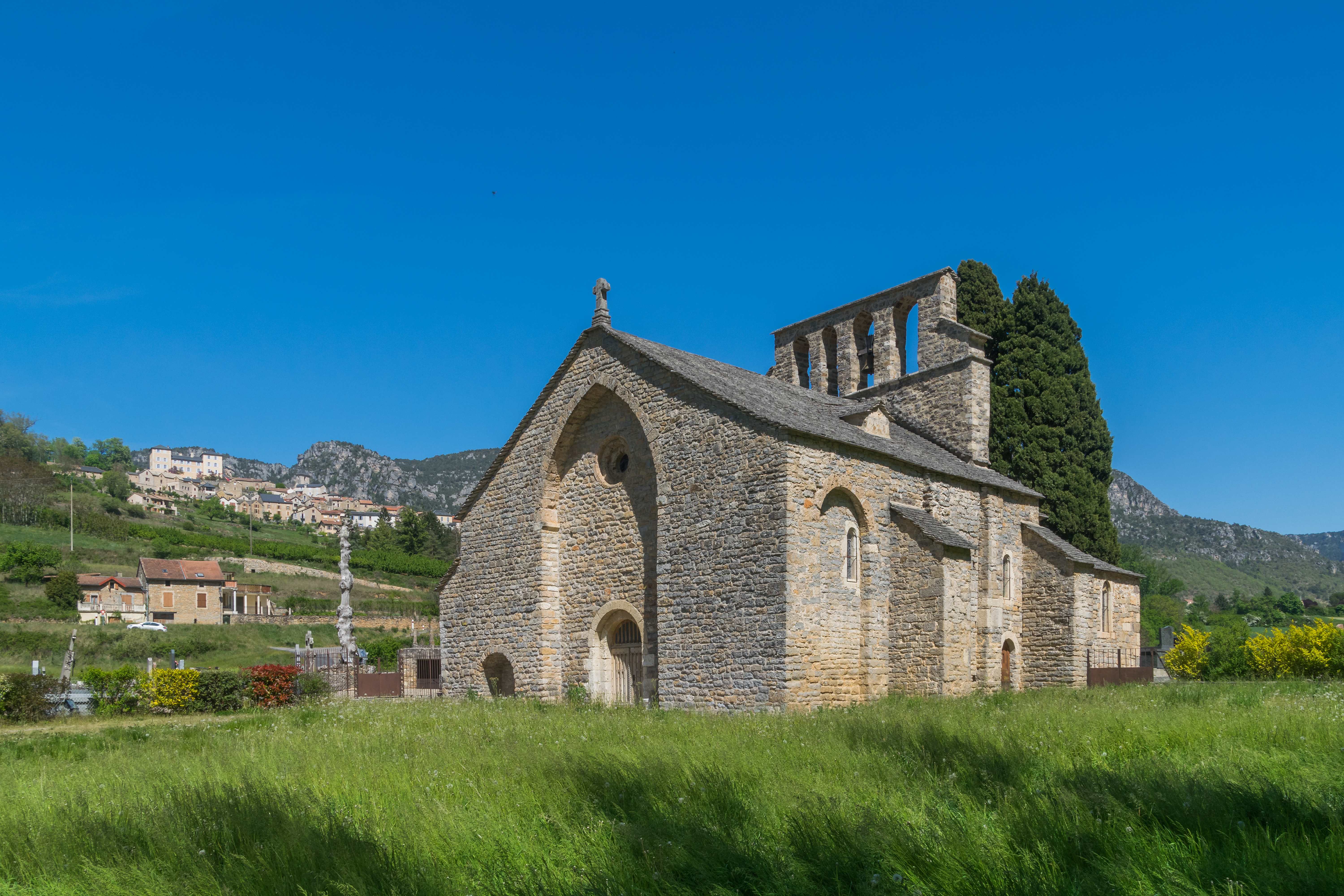
L'église.
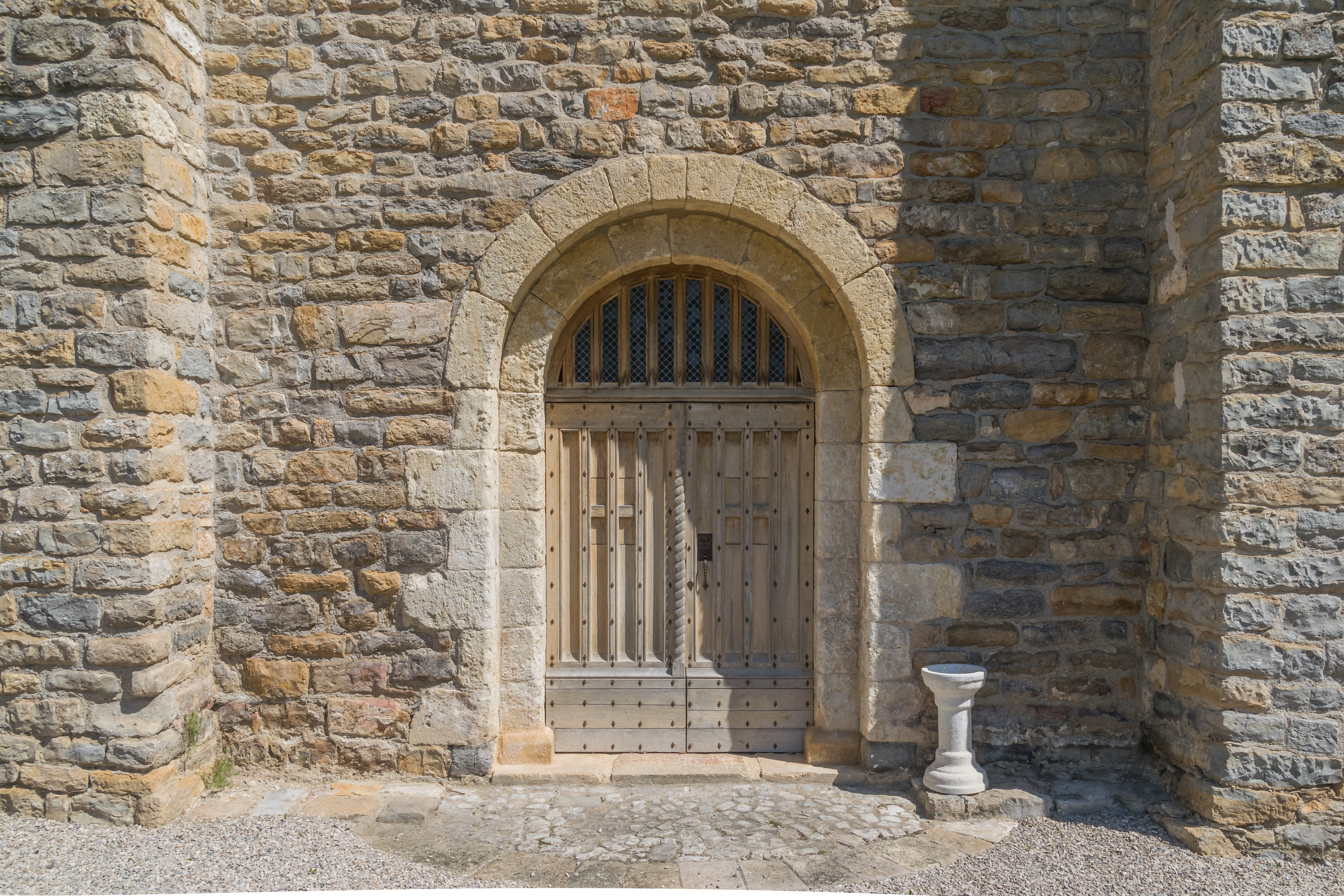
Le portail.
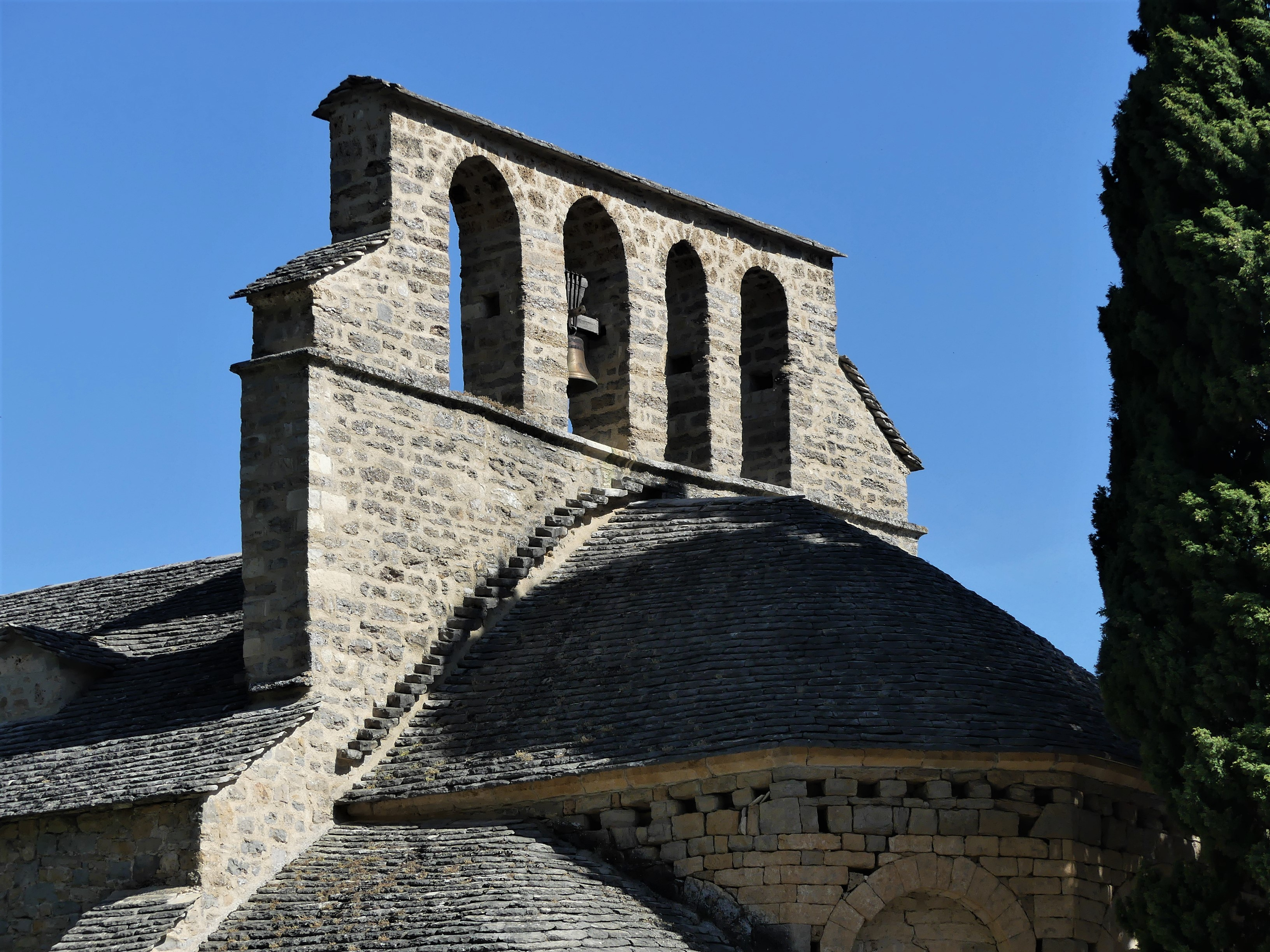
Le clocher-peigne.
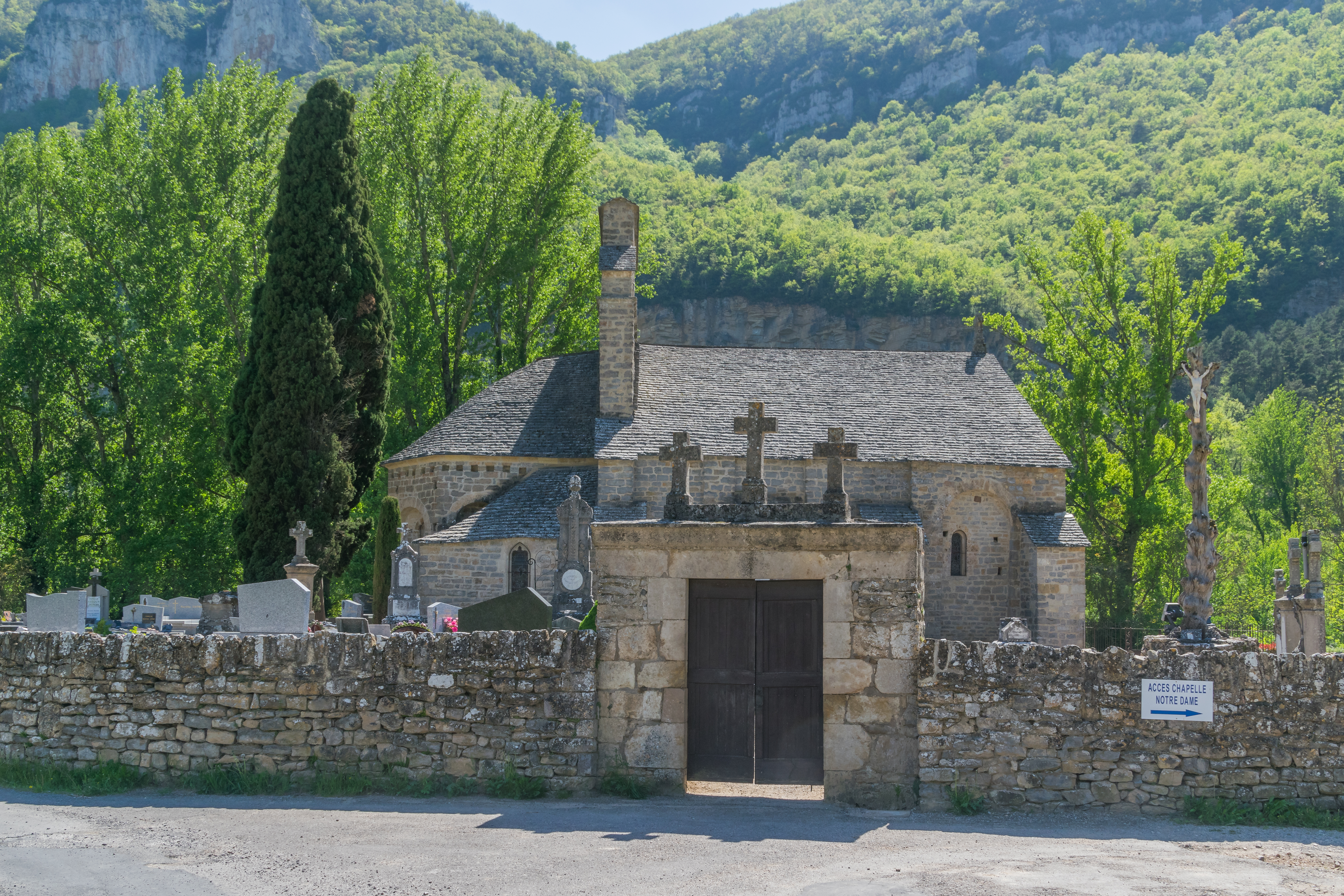
L'accès au cimetière attenant.